# Œufs au jambon
Les Œufs au jambon sont des œufs entiers cuits et servis avec ou sur du jambon. Dans l'acception actuelle (Paul Bocuse - 1985) ce sont des œufs au plat cuits sur des lames de jambon cru elles-mêmes dorées.  
Ce ne sont pas des œufs au bacon ou au lard, bien que cuits et servis de la même façon. Dans l'acception française ou américaine ce ne sont pas des œufs battus (omelette ou œufs brouillés au jambon) ce qu'ils peuvent être en Espagne avec les huevos rotos, ni des œufs en cocotte ou en gelée au jambon.  Historiquement, dans la littérature française numérisée œufs au jambon est une expression plus fréquente de 1870 à 1950, avant cela dominaient les œufs au lard et l'omelette au jambon, après 1950 les œufs au bacon. 
Ils ont une place importante dans les cultures culinaires, en Amérique du Nord ham and eggs et huevos con jamón sont un plat incontournable du petit déjeuner. En Chine 火腿蛋炒饭 (Huǒtuǐ dàn chǎofàn) riz frit au jambon et aux œufs et une collation traditionnelle.
L'expression s'utilise principalement avec œufs au pluriel.

## Histoire

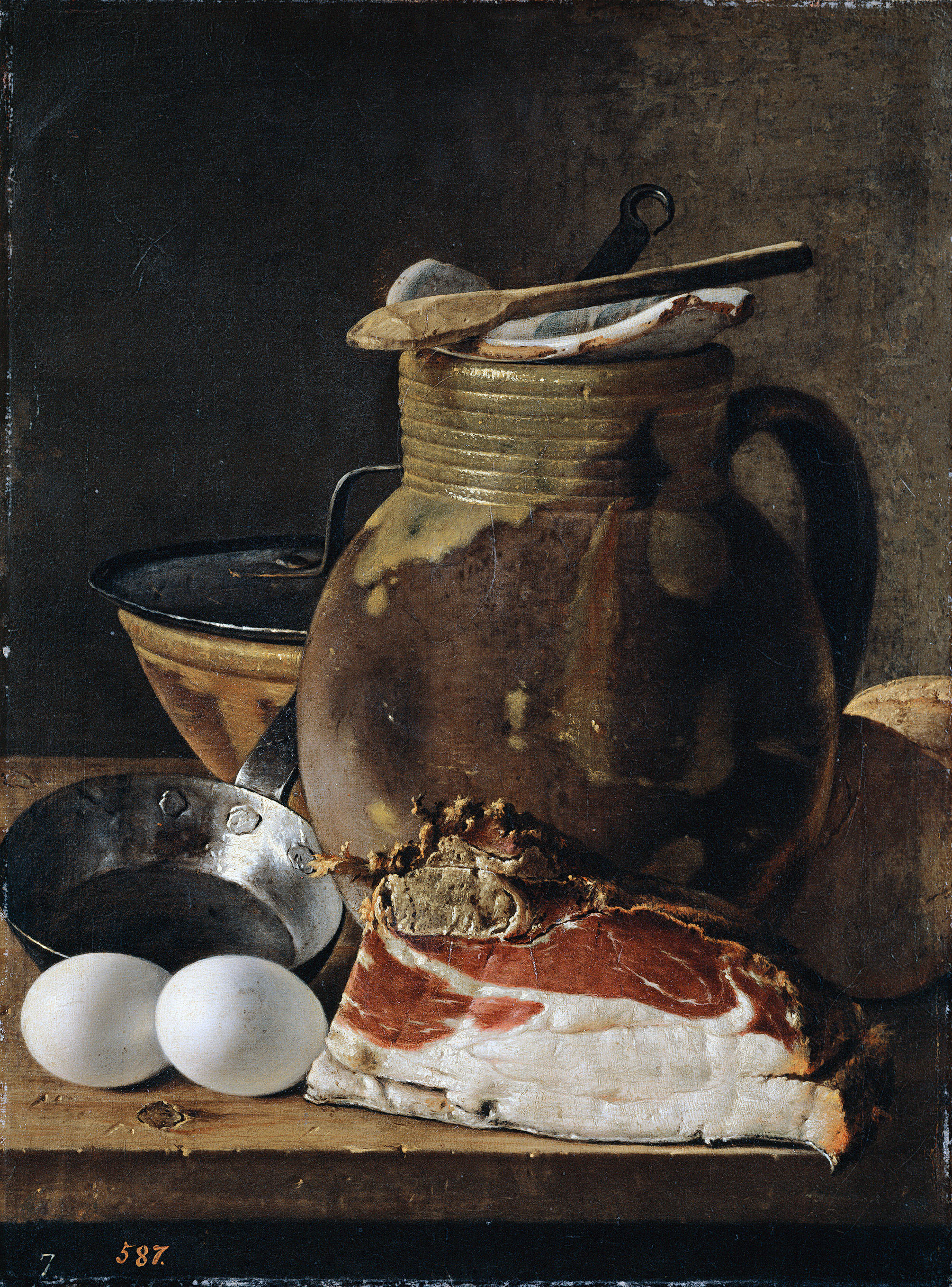
Jambon cru, œufs, pain, huile d'olive et poêle à frire - Luis Meléndez - Madrid

C'est au début du XVIIe siècle, chez Cervantes qu'œufs et jambon servis ensemble apparaissent comme un plat courant de campagne, dans Don Quichotte de la Manche «huevos mondos de jamon, que li ga le dexavan»  car ceux de l'Hidalgo étaient cuits avec de la couenne de vieux jambon. La tortilla au jambon est dès le XVIIIe siècle une collation usuelle appréciée de tous sin altercacion y sin contienda. 
À la même époque les œufs côtoient le jambon pour le repas pascal, ou bien sont attestés les œufs au plat à l'essence de jambon, mais c'est du XIXe siècle que remontent les œufs au jambon de la littérature francophone: Œufs brouillés au jambon (1809) chez Raimbault se retrouvent par la suite, Jourdan Lecointe (1844) donne les premiers œufs au jambon, recette de référence: «Faites rissoler des tranches de jambon à la poêle avec un peu de beurre; quand elles vous paraissent cuites, retirez-les et les dressez dans un plat, cassez ensuite un œuf dans la graisse de vos grillades sans endommager le jaune; faites-le cuire des deux côtés comme des œufs pochés; [ ] mettez-y un peu de vinaigre que vous ferez chauffer et que vous verserez ensuite sur vos œufs. Servez chaud. (Excellents.)».  
Ils existaient de longue date en Grande-Bretagne, Eliza Warren (1751) en fait une recette de référence pour ses dosages des cuissons au beurre (take half the addition of fried slices of ham and eggs) et longtemps au XIXe siècle ils sont rapprochés d'un usage anglais. Paul Bourget écrit d'eux : «Ces anges de la table d'hôte avaient une façon délicate, gracieuse et séraphique, de manger des œufs au jambon ou du gigot à la confiture . Et tout ce peuple, peu bavard, hâtif et sanglé, était servi par des garçons en habit». 

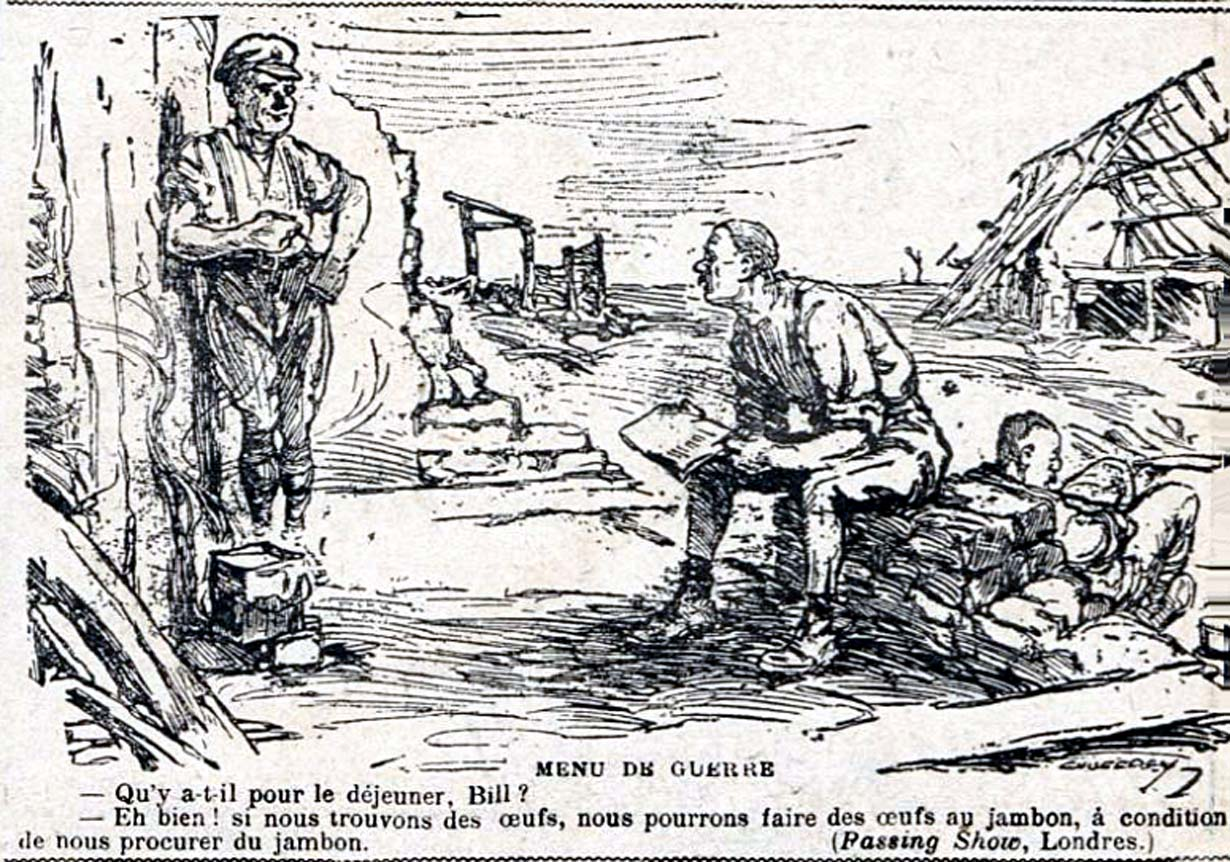
Combattants britanniques en 1918: plus d'œufs, plus de jambon

Les œufs au jambon conservent dans la littérature française un côté anglais marqué, c'est le petit déjeuner préféré de Sherlock Holmes, Judith Gautier (2021): «des œufs au jambon comme seuls les anglais savent les préparer», Austin de Croze (1928) qui avait longtemps vécu à Londres en donne la recette suivante:  «Si vous avez longtemps habité les pays anglo-saxons et qu’il vous arrive, en buvant votre café au lait du matin, d’avoir la nostalgie des œufs au bacon, suivez le conseil suivant : Coupez après un jambon morvandeau une ou plusieurs tranches minces. Dans le poêlon ou le petit plat de terre, mettez une noix de beurre, étendez votre jambon, dès qu’il est un peu doré, cassez des œufs dessus et laissez cuire. Votre nostalgie fera place à l’enthousiasme.»

## Jambon, lard, bacon
Le jambon entre dans la recette sous sa forme crue (séché, fumé) ou cuite (braisé, ou bouilli - jambon blanc). Il faut noter que le jambon de l'œuf au jambon n'est pas strictement défini. Le Larousse ménager de 1926 écrit: «Œufs au jambon. Dans un plat à œufs, faire fondre 30 grammes de beurre et y faire revenir de minces tranches de jambon cru ou de lard anglais appelé bacon; casser un œuf sur chaque tranche, poivrer mais ne pas saler, et servir aussitôt que le blanc est poché».

### Le jambon cru

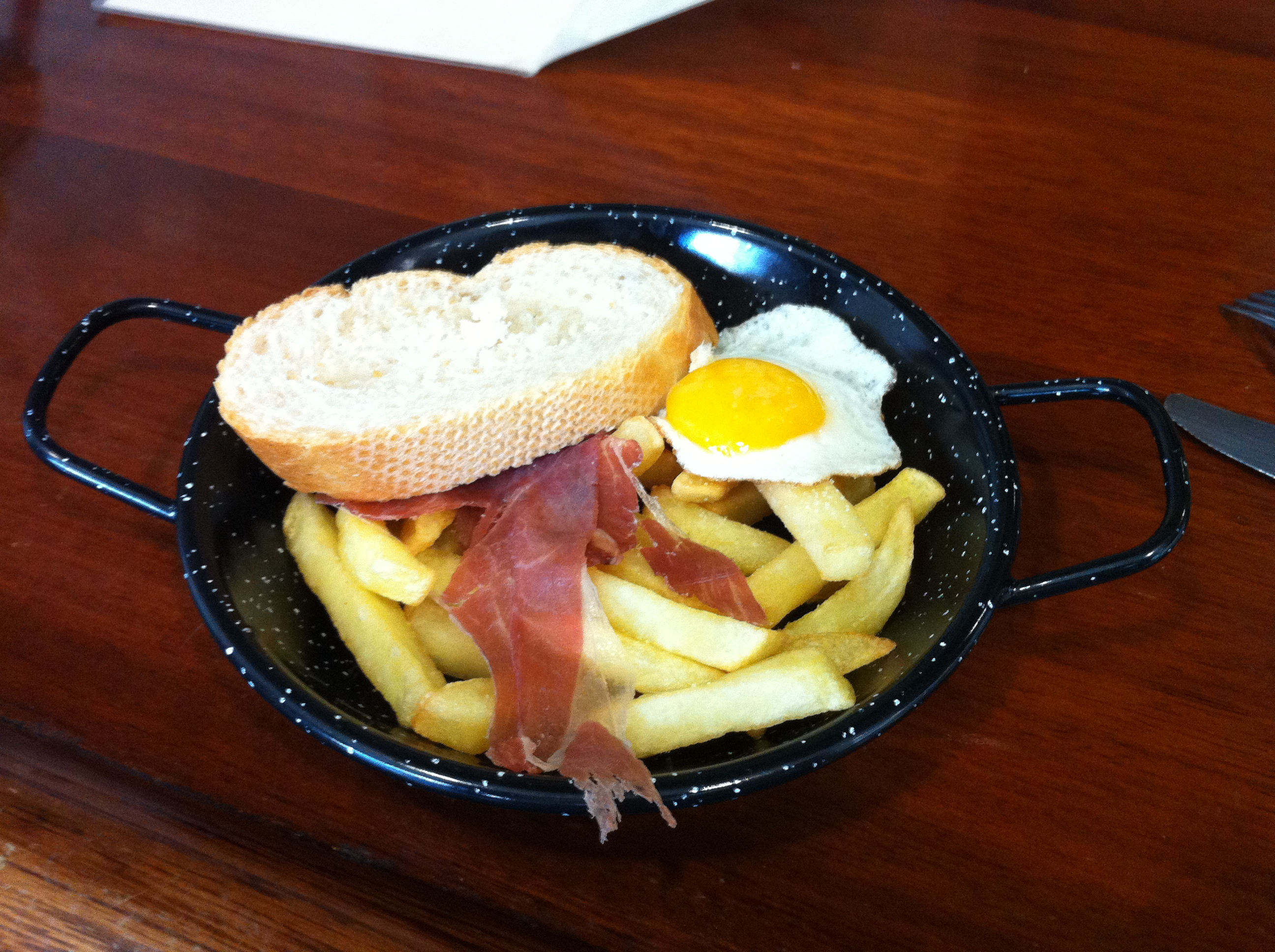
Huevos rotos sur des frittes

Le jambon cru, salé et séché puis affiné est celui des œufs frits ou brouillés au jambon espagnols (jamón com huevos, jamón e os huevos fritos, huevos estrellados con jamón de Jabugo). Les huevos rotos con jamón ibérico pata negra (œufs brouillés au jambon sur un lit de frites) sont un tapas devenu classique (toujours avec du vin rouge). Aglaé Adanson (1845) dans ses œufs frits au jambon précise qu'on doit couper des «tranches minces bien grasses» son œuf frit est mollet, frit à part et le tout vinaigré, le vinaigre équilibre le sel du jambon. 
Parmi les grands jambons cru espagnols, les œufs frit au jambon serrano (jambon de montagne lentement séché en altitude) sont extraodinarios, et Édouard Angle (2005) s'étonne que Jules Verne trouve au bout du monde le complément qui les rends sublimes: les truffes. Le site institutionnel du jambon de Parme présente le jambon cru, non grillé avec les œufs (souvent brouillés), contrairement à celui de Jambon de Bayonne qui colore la tranche des 2 côtés à la poêle avec du beurre ou au San Daniele légèrement cuit servi avec des œufs au plat. En Wallonie, les œufs de caille cuits au plat sont servis sur du jambon des Ardennes cru et froid. En Allemagne le speck (séché au genièvre, fumé) et les œufs se cuisinent ensemble.  

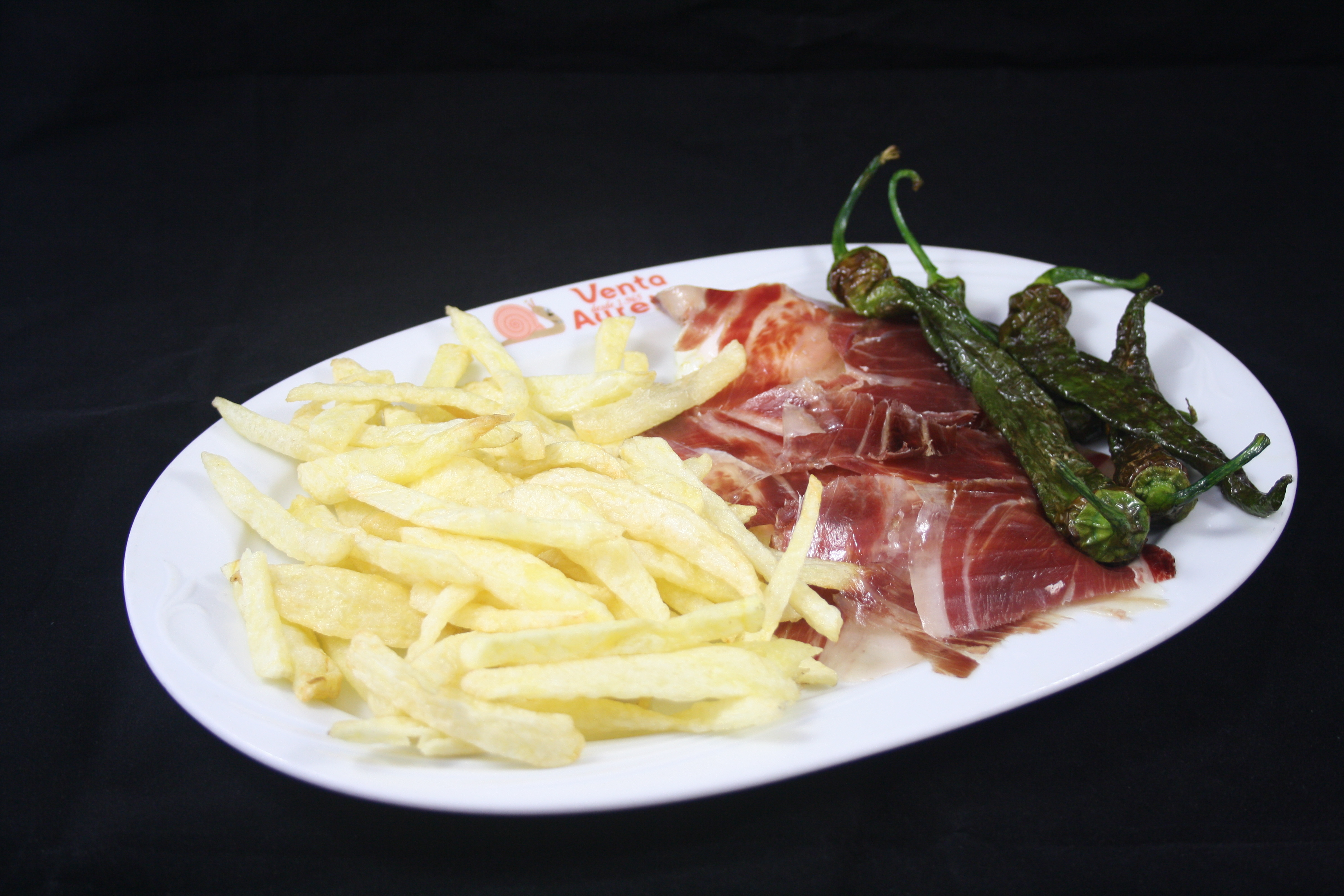
le jambon cru nature est ici posé sur les oeufs

Uova con prosciutto all'occhio di bue est un œuf au plat (œil de bœuf) italien posé sur un rond de jambon cru passé au beurre et arrosé d'huile d'olive.  

### Le jambon cuit
Le jambon cuit (jambon blanc, jambon braisé, jambon d'York) rencontre le plus souvent les œufs dans les œufs cocote, les œufs en gelée, les omelettes avec du jambon découpé ou haché et les œufs brouillés au jambon.  
A. Bautte (Les œufs, avec 1000 manières de les préparer et de les servir -  1906) distingue 
- les œufs au plat au jambon à l'anglaise - recette 332 - avec une tranche de jambon grillé,
- les œufs au plat au jambon à la française - recette 333 - qui se font «de jambon cuit d'York ou autre» grillé, légèrement sur lequel on cuit les œufs doucement.
- enfin les œufs à la Yorkaise sur du maigre de jambon d'York haché fin et se servent avec un peu de sauce madère[28].

### La grande cuisine classiques
Escoffier donne :  
- les œufs Lulli, œuf poêlé découpé en rond, posé sur tranche de jambon ronde et sur un toast garniture de macaroni et fondue de tomate,
- l'œuf Rothomago œuf au plat cuit sur la tranche de jambon, garniture de chipolatas et sauce tomate,
- les œufs Yorkshire. Œufs frits en couronne alternés de toasts frits et de lames de jambon sautées[29].

## La préparation
Le jambon cru est salé, on trouve diverses recommandations pour limiter l'excès de sel: acheter du jambon peu salé, couper des tranches très fines,  Marie-Claude Bisson donne son secret: «il faut que les tranches de jambon soient très très fines pour que les œufs puissent cuire», mais on lit aussi qu'il faut des tranches épaisses pour qu'il ne se recroqueville pas, et encore tremper le jambon quelques seconde dans l'eau bouillante avant de le cuire. 

Albert Maillard (1901) est le plus précis et le moins orthodoxe dans ses proportions «Mettre 26 grammes de beurre dans une poêle, laisser fondre et ajouter 5 tranches de jambon; retournez-les et tirez la poêle sur le côté, puis cassez 4 œufs et versez-les délicatement dans la poêle sur les tranches de jambon [ ] remettez la casserole sur le feu pendant 1 minute puis laissez les œufs finir de cuire au four pendant 3 à 4 minutes». La finition au four pas trop chaud donne l'effet miroir aux œufs. 

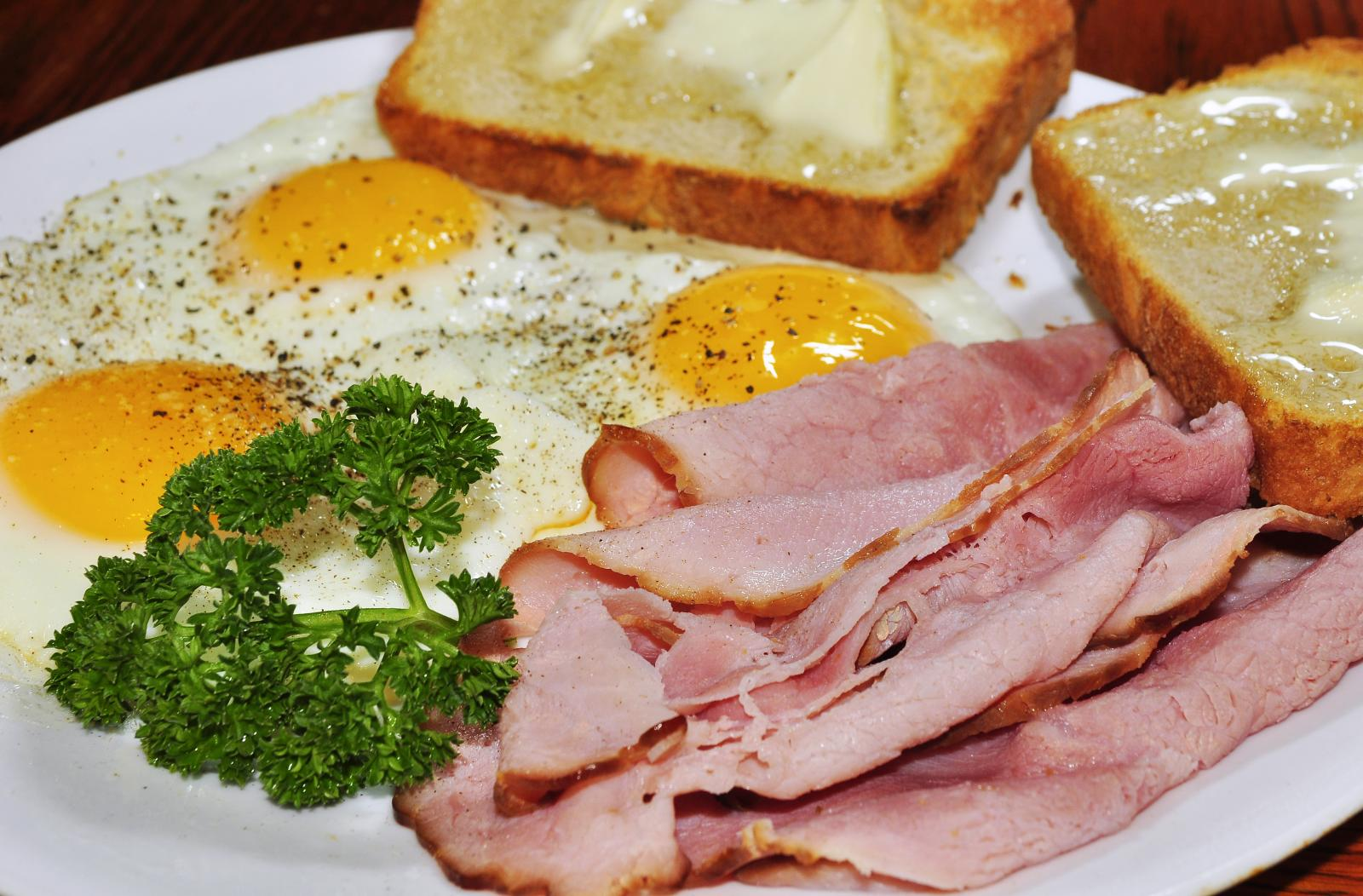
au jambon cuit

### Cuisson sur le jambon ou à part
Les deux recettes coexistent avec toujours une tranche de jambon pour un œuf.  Les recettes des mamans modernes (1931) donne avec concision la cuisson simultanée «Faire rôtir le jambon dans la matière grasse. Casser les œufs et les cuire selon le goût. Assaisonner. Servir très chaud», de même La cuisine à l'école complémentaire (1939) celle de la cuisson séparée «Faire rôtir le jambon; le déposer dans un plat. Casser les œufs dans la friture, peu à la fois, les arroser avec la friture pendant la cuisson; assaisonner. Déposer les œufs sur les tranches de jambon et servir très chaud».

### Dessus ou dessous
Le maître d'hôtel pose la question dans Le Journal amusant du 29 octobre 1898 de savoir si la cliente préfère les œufs posés sur le jambon ou l'inverse, le jambon sur les œufs. Quoi qu'il en est il faut servir les œufs et le jambon ensemble: Le docteur Ehrenspevger, de Zurich arrive en Angleterre (1918) et «éprouve une première surprise : on lui sert, au petit déjeuner, le traditionnel bacon and eggs. Des œufs au jambon ? s’écria-t-il; nous ne connaissons plus cela en Suisse; on nous sert l’un ou l'autre, dans les restaurants, mais jamais les deux ensemble».

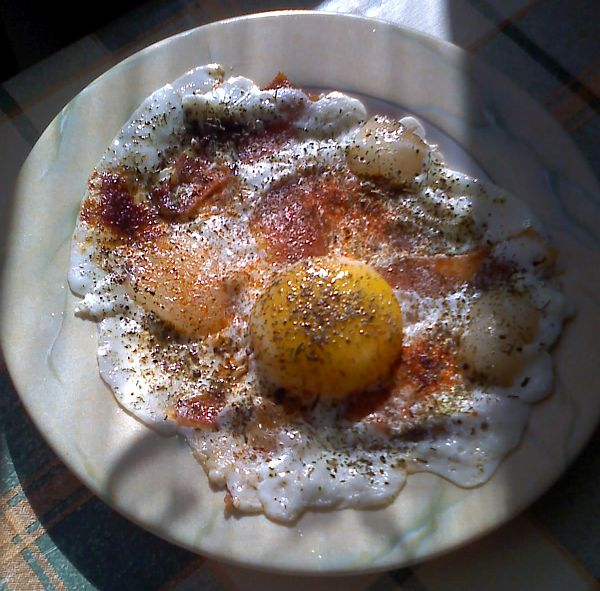
ukrainien

### Vinaigre ou citron, sauce
La finition avec une goutte de vinaigre poêlé, peut aussi se faire avec du jus d'orange (amère ?) ou de citron comme le recommandait Nicolas de Bonnefons (1679) avec ses œufs au jambon de Mayence (inoubliable spécialité disparue de nos jours). Dans le domaine de l'acide la sauce aigre-douce (vinaigre et sucre) s'utilise dans le sud-ouest de la France, la sauce tomate réduite avec sa pointe d'acidité et aussi la sauce madère nappe les œufs frits au jambon. Au Canada, les œufs au jambon sont accompagnés de sirop d'érable.

### Les variantes
Avec des tranches de tomate (cuire les tomates, poser le jambon entre les tranches, terminer en cassant les œufs au sommet). 
Les œufs au jambon, refroidis sont couverts d'une gelée qu'on laisse prendre et mangés froid le lendemain (variante des œufs en gelée).
La tourte d'œufs au jambon (1930) est faite d'œuf au jambon et de béchamel cuits dans une abaisse de pâte brisée. Autre curiosité: Un œuf dur dont on farci le blanc d'une sauce faite de son jaune, d'oignons liés au lait et au jambon. Le gratin d'œufs au jambon se fait sans fromage mais avec du paprika. Le flan d'œufs au jambon se rapproche de la quiche.

### Que boire avec les œufs au jambon?
Au petit déjeuner, thé, thé au lait, café, café au lait, chocolat... ou eau fraiche. 
Les vins campagnards sont cités: un petit vin blanc sec (déjeuner sommaire de chasseurs), vin d'Arbois selon Savarin, vin blanc de Moselle de  Sierck. En Espagne, vin rouge (La Mancha). Aux USA, Ham - Eggs & Coke.

## Anthologie
- Un gastronome (Anonyme). Journal de Montélimar, 20 septembre 1890. p.2[57]

« L’empereur d’Allemagne est fort difficile à nourrir. Elevé en Angleterre, il a conservé un goût assez prononcé pour les œufs au jambon, menu ne varietur d’un déjeuner britannique. Guillaume II fait venir de Londres des muffins ou petits pains sans croûte, qui coûtent 10 centimes pièce. »

- Anonyme. Le Progrès de la Côte-d’Or, 19 janvier 1890, p.6

« Le czar de toutes les Russies, Alexandre III, déjeune à sept heures : thé, œufs et jambon et une tranche de roastbeef; à onze heures, luncheon: œuf poché battu dans une tasse de bouillon, côtelettes de mouton, volaille froide et gibier, deux sortes de légumes, le tout arrosé de trois tasses de café noir très fort. »